# Laza (Vaslui)
Pour les articles homonymes, voir Laza (homonymie).
Laza est une commune du județ de Vaslui en Roumanie.